# Leonid Trauberg
Leonid Zakharovitx Trauberg (rus: Леонид Захарович Трауберг, 17 de gener de 1902 - 14 de novembre de 1990) va ser un director de cinema i guionista soviètic. Va dirigir 17 pel·lícules entre 1924 i 1961 i va ser guardonat amb el Premi Stalin el 1941. Trauberg era jueu, i va ser ferotgement atacat per les autoritats soviètiques durant el període anomenat "anti-cosmopolita" després de la Segona Guerra Mundial.

## Biografia
Leonid Trauberg va néixer el 17 de gener de 1902 (hi ha informació contradictòria que va néixer l'any anterior) a Odessa. El seu pare, Zahar Davidovitx Trauberg (1879, Odessa – 1932, Leningrad) va ser editor i periodista, empleat del diari "Novaia Gazeta" (1918), més tard director de la impremta LUCS (Unió de Societats de Consum de Leningrad); la mare, Emilia Solomonovna Weiland (1881, Bessarabia Orhei – 1934, Leningrad), era mestressa de casa. Amb el trasllat a Petrograd, la família es va establir a la casa número 7, Apt. 4 carrer Kolomna.
El desembre de 1921, juntament amb Grigori Kózintsev, G. K. Krijitski i Serguei Iutkevitx va escriure el "Manifest del teatre excèntric", que va ser anunciat durant un debat organitzat per ells. El 1922, Kózintsev i Trauberg van organitzar un taller de teatre "Factoria de l’Actor Excèntric" (FEKS), i el mateix any van posar en escena una excèntrica reimaginació de l'obra Jenit'ba de Nikolai Gogol. Durant dos anys van posar en escena tres obres més basades en el seu propi material, i el 1924 van traslladar els seus experiments en l'àrea de la comèdia excèntrica al cinema, transformant el taller de teatre en l'Escola de Cinema FEKS.
Pokhojdenia Oktiabrini (1924) – el primer curtmetratge de Kózintsev i Trauberg va ser una continuació de les seves experiències teatrals basades en el seu propi guió; va ser un intent de combinar la política (per exposar el NEPman que va ajudar els imperialistes) amb descarada bufoneria i segons Iuri Tinianov, "una col·lecció desenfrenada de trucs, que els directors van acumular, morts de fam per les pel·lícules". En el segon curtmetratge excèntric Mishki protiv Iudenitxa (1925) que ja no era protagonitzat per actors de varietats i circ que es van unir als directors del teatre (entre ells hi havia Serguei Martinson), en canvi els actors eren estudiants de l'escola de cinema, inclòs Serguei Gueràssimov, Janina Żejmo i Andrei Kostritxkin.
El primer llargmetratge de Kózintsev i Trauberg –el melodrama romàntic Txiortovo koleso (1926), amb guió d'Adrian Piotrovski– ja era una obra madura. L'amor per l'excentricitat enlluernadora es va combinar amb una mostra convincent de la vida urbana. En aquesta pel·lícula es va establir el col·lectiu creatiu constant de FEKS's; sense incloure els directors, incloïa el director de fotografia Andrei Moskvin i l'artista Ievgeni Enei, que va treballar amb Kózintsev durant gairebé totes les seves pel·lícules.
Durant els anys 1926–1932, Leonid Trauberg va ensenyar a l'Institut d'Arts Escèniques de Leningrad, entre 1926–1927 va ser el cap del departament de cinema de l'Institut del Teatre de Leningrad. Entre 1961 i 1965 va ensenyar al Comitè Estatal de Cinematografia de l'URSS a VKSR.
Va morir el 13 de novembre de 1990 i va ser enterrat a Moscou al cementiri de Kuntsevo.

## Família
- Germà – Ilya Z. Trauberg, director de cinema.[6]
- Germà – Victor Z. Trauberg (11 de juliol de 1903 a Odessa – 13 de setembre de 1974, Leningrad),[5] membre de la redacció de la revista "Vida teataral", posteriorment contractat com a metge.[4]
- Esposa (1924) – Vera Lande-Bezverkhova (3 de febrer de 1901 Odessa – 7 de gener de 1998, Moscou), ballarina, actriu de cinema.[7]
- Filla – interpretada per Natalia L. Trauberg.

## Premis
- Premi Stalin de primer grau (1941) - per a la trilogia Malsim (1934, 1937, 1938)
- Artista honorat de la RSFSR (1967)
- Artista popular de la RSFSR (1987)
- Premi Nika per "Honor i dignitat" (1988)
- Orde de Lenin
- Orde de la Bandera Roja del Treball (1939) - per a la pel·lícula Viborgskaia storona (1938)

## Filmografia
Nota: totes les pel·lícules abans de 1947 estan codirigides amb Grigori Kózintsev
- Pokhojdenia Oktiabrini (Похождения Октябрины) (1924)
- Mishki protiv Iudenitxa (Мишки против Юденича) (1925)
- Txiortovo koleso (Чёртово колесо) (1926)
- Xinel (Шинель) (1926)
- S.V.D. (С.В.Д.) (1927)
- Bratisxka (Братишка) (1927)
- Novi Vavilon (Новый Вавилон) (1929)
- Odna (Одна) (1931)
- Iunost Maksima (Юность Максима) (1934)
- Vozvraixtxenie Maksima (Возвращение Максима) (1937)
- Viborgskaia storona (Выборгская сторона) (1938)
- Iuni Frits (Юный Фриц) (1943)
- Aktrisa (Актриса) (1943)
- Prostie liudi (Простые люди) (1946)
- Xli soldati (Шли солдаты) (1958)
- Miortvie duixi (Мертвые души) (1960)
- Volni veter (Вольный ветер) (1961); co-dirigida amb Andrei Tutixkin

## Literatura
- Дубин А. С.. «Дома №7, 11 и 15–17 на Коломенсой улице» p. 27–36.   История Петербурга, 2008. Arxivat de l'original el 2 December 2013.
- Нусинова Н. (2003). «Памяти учителя». Kinovedcheskie Zapiski (63) (Киноведческие записки): 207–216. ISSN 0235-8212. Arxivat de l'original el 11 November 2012.
- Нусинова Н. (2012). «"Фридка очень меня любил". Беседа с А. Н.Кольцатым (22.II.1994, Лос-Анджелес)». Kinovedcheskie Zapiski (100/101) (Киноведческие записки): 391–418. ISSN 0235-8212. Arxivat de l'original el 3 December 2013.